# 楊四知
楊四知（1545年—？），字元述，號廉峰（又号廉風），河南開封府祥符縣民籍，江西鄱陽縣人，明朝政治人物、進士出身。

## 生平
萬曆元年（1573年）癸酉科河南鄉試第三十名，萬曆二年（1574年）甲戌科會試第一百二十三名，登三甲第七名進士。授行人，十年六月选授陕西道試監察御史，张居正死后，弹劾其十四罪。十二年巡按福建，十四年提督北直隶学政，十八年四月升大理寺右寺丞，七月轉左寺丞，晋少卿，十九年九月被给事中钟羽正、王德完弹劾罢免。

## 家族
曾祖父楊濬，曾任良醫 贈左長史；祖父楊棨，曾任良醫 贈知縣；父楊東山，曾任知縣。母張氏（封孺人）。慈侍下。從兄杨时誉（贡士）、杨时宁（吏部主事）、杨时馨（同科进士）、杨续进。從弟杨时雍。